# Papa Giovanni IV
Giovanni IV (Zara, ... – Roma, 12 ottobre 642) è stato il 72º papa della Chiesa cattolica dal 24 dicembre 640 fino alla sua morte.

## Biografia
Era dalmata di nascita, figlio del diacono Venanzio, e non si hanno sue notizie prima del pontificato. L'approvazione imperiale alla consacrazione giunse oltre quattro mesi dopo l'elezione, periodo durante il quale la Chiesa di Roma fu governata dal tradizionale "triumvirato" composto da un arcidiacono, un arciprete e un primicerio.
Anche le informazioni sul suo pontificato sono estremamente scarse; si trattò infatti di un periodo abbastanza tranquillo per Roma, visto che il conflitto tra Longobardi e Bizantini teneva occupati i due contendenti abbastanza lontano dalla città. Il principale avvenimento degno di nota fu la condanna, da parte di un concilio convocato a Roma, della dottrina monotelita, già dichiarata eretica dal predecessore papa Severino. Nel 638 l'imperatore Eraclio I aveva promulgato un documento (l'Ekthesis) nel quale approvava il Monotelismo e, per mettere a tacere le tante posizioni pro o contro, proibiva ulteriori discussioni sull'argomento; papa Onorio I, forse senza rendersi conto della vera essenza del problema, ne aveva condiviso le posizioni, che poi da papa Severino erano state ricusate. Infine Giovanni, nella sua Apologia pro Honorio papa, diretta nel 641 al nuovo imperatore Costantino III, ben presto assassinato e sostituito da Costante II, fece un nuovo tentativo in favore dell'ortodossia cercando, nel contempo, di riabilitare la memoria di Onorio. Costante assicurò il papa che avrebbe abolito l'Ekthesis e ripristinato l'ortodossia della Chiesa romana, ma tornò presto sulle sue decisioni e il problema non trovò ancora soluzione.
Tra le altre attività di Giovanni di cui si abbia notizia si inquadra l'estrema cura per i problemi della Dalmazia, suo paese natale, e per i bisogni di quella popolazione, oppressa dalle scorrerie dei barbari.
Giovanni IV morì il 12 ottobre 642 e fu sepolto in San Pietro.